# Mark Ryden
Mark Ryden (20 de gener de 1963, Medford, Oregon) és un pintor estatunidenc, considerat part del moviment artístic lowbrow (o també anomenat Pop Surrealista). Ha sigut anomenat com "el padrí del surrealisme pop" per la revista Interview Magazine. La pàgina web sobre mercat de l'art Artnet ha anomenat Ryden i la seva dona, la pintora Marion Peck, el Rei i la Reina del Surrealisme Pop i una de les deu parelles artístiques més important a Los Angeles.
Mark Ryden és fill de Barbara Ryden i Keith Ryden. Va néixer a Medford però va passar la seva infantesa a Califòrnia del Sud, a ciutats com l'Escondido. Té dues germanes i dos germans, una de les quals (Keyth Ryden) també és artista. Mark Ryden va estudiar il·lustració i es va graduar a l'Art Center College of Design a Pasadena (Califòrnia) el 1987.
El seu debut en "solitari" amb títol: "The Meat Show" (el show de la carn) fou també a Pasadena, el 1998. Actualment viu i treballa a Eagle Rock, en un apartament amb la seva dona, l'artista Marion Peck. Té dos fills, Rosie i Jasper.